# Заводник
Заводник је други студијски албум Елме Синановић издат 1995. године на аудио-касети за издавачку кућу ПГП РТС. Текстове песама су написали: Предраг Вуковић Вукас, Александар Сариевски, Стева Симеуновић, Дуња Блажић и Слободан Николић.

## Списак песама
| №   | Назив           | Трајање |  |
| 1.  | Заводник        | 3:03    |  |
| 2.  | Суза на јастуку | 3:35    |  |
| 3.  | Немој да чекаш  | 3:34    |  |
| 4.  | Два вулкана     | 3:40    |  |
| 5.  | Судбина         | 3:44    |  |
| 6.  | Зајди, зајди    | 4:00    |  |
| 7.  | Лутала сам      | 3:00    |  |
| 8.  | Откриј ми тајну | 3:10    |  |
| 9.  | Опраштам ти     | 3:36    |  |
| 10. | Питам се питам  | 3:25    |  |